# 581
L'any 581 (DLXXXI) va ser un any comú que començava el dimecres (l'enllaç mostrarà el calendari complet) del calendari julià. La denominació 581 d'aquest any s'ha utilitzat des de l'època medieval primerenca, quan l'era del calendari Anno Domini es va convertir en el mètode prevalent a Europa per nomenar els anys.

## Esdeveniments
- Tarraconense (Regne de Toledo): Els vascons formen un exèrcit i avancen per la Vall de l'Ebre, assolant gairebé tota la regió. El rei Leovigild l'encalça fins a Roses i, des d'allà, es van fent enrere fins a les seves muntanyes.
- Kanat dels Turcs Orientals (Àsia central): Cha-po-lo succeeix T'o-po com a kan dels turcs orientals.
- Quersonès (Crimea): La ciutat és assetjada pels turcs occidentals.

## Naixements
- Regne de Toledo: Liuva II, rei visigot. (m. 603)
- La Meca (Aràbia): Úmar ibn al-Khattab, segon califa de l'islam. (m. 644)

## Necrològiques
- 4 de gener - Usès (Austràsia): Sant Ferriol, bisbe de la ciutat.
- Kanat dels Turcs Orientals (Àsia central): T'o-po, kan dels turcs orientals.